# Тюкантовичи
Тю́кантовичи (бел. Цюкантавічы) — деревня в Барановичском районе Брестской области Белоруссии. Входит в состав Столовичского сельсовета. Население по переписи 2019 года — 111 человек.

## География
Расположена в пяти км к северу от Барановичей.

## История
В 1897 году — в Столовичской волости Новогрудского уезда Минской губернии. На карте 1910 года указана под названием Цюкантовичи. После Рижского мирного договора 1921 года — в составе гмины Столовичи Барановичского повета Новогрудского воеводства Польши. С 1939 года — в составе БССР.
С 15 января 1940 года в Новомышском районе Барановичской, с 8 января 1954 года — Брестской областей, с 8 апреля 1957 года — в Барановичском районе. В период Великой Отечественной войны с июня 1941 года до 8 июля 1944 года оккупирована немецко-фашистскими войсками. На фронтах войны погибло восемь односельчан.

## Население
| Численность населения (по переписи) | Численность населения (по переписи) | Численность населения (по переписи) | Численность населения (по переписи) | Численность населения (по переписи) | Численность населения (по переписи) | Численность населения (по переписи) | Численность населения (по переписи) |
| 1897                                | 1909                                | 1921                                | 1959                                | 1970                                | 1999                                | 2009                                | 2019                                |
| ----------------------------------- | ----------------------------------- | ----------------------------------- | ----------------------------------- | ----------------------------------- | ----------------------------------- | ----------------------------------- | ----------------------------------- |
| 243                                 | ↘210                                | ↗313                                | ↘227                                | ↘170                                | ↘150                                | ↘141                                | ↘111                                |